# Dendrogale melanura
Dendrogale melanura — вид ссавців з родини Tupaiidae. Це ендемік Борнео (Бруней, Індонезія, Малайзія). Його природне місце проживання — субтропічні або тропічні сухі ліси. Йому загрожує втрата середовища проживання. Вид зазвичай спостерігається на деревах, і активний як вночі, так і вдень.

## Морфологічні особливості
З довжиною голови й тіла від 12 до 12,5 см і довжиною хвоста від 13,5 до 14 см це одним із найменших видів роду. Даних про вагу тварин немає. Тварини мають коричневий колір і не мають світлих смуг на плечах. Волосся тонке і довге. Кігті на передніх і задніх лапах довгі для адаптації до деревного способу життя.

## Спосіб життя
Dendrogale melanura є ендеміком деяких гір на півночі Борнео і зустрічається там у лісах на висоті від 900 до 3500 метрів. Про спосіб життя та поведінку тварин відомо небагато. Вид може харчуватися виключно комахами і не їсть фруктів, як інші види. Під час обстеження шлунка виявили різноманітних жуків. Як ми знаємо зі спостережень і морфології скелета, тварини здебільшого є деревними і рідко виходять на лісову підстилку.